# Sopravvivenza
La sopravvivenza in campo medico è il determinato periodo di tempo di vita di un individuo successivo alla diagnosi di una data malattia. Tale statistica risulta importante per una corretta prognosi.

## In oncologia
Tale termine nel gergo medico viene utilizzato soprattutto in oncologia, dove si ritrovano il termine standardizzato “a cinque anni”, per via delle statistiche effettuate su malattie letali e soprattutto in riguardo a neoplasie. Inoltre si riscontra il termine sopravvivenza libera da malattia, ovvero il periodo di tempo, misurato in mesi, che la persona vive senza mostrare segni evidenti della massa tumorale.